# Brachauchenius lucasi
Il bracauchenio (Brachauchenius lucasi) era un grande rettile marino estinto, appartenente ai plesiosauri. Visse nel Cretaceo superiore (circa 87-89 milioni di anni fa). I suoi resti sono stati ritrovati in Nordamerica (Kansas e Texas).

## Descrizione
Questo animale (il cui nome scientifico significa “collo corto”) fu uno degli ultimi grandi plesiosauri dal cranio grande e il collo corto, noti come pliosauri. Le dimensioni erano imponenti: il solo cranio superava il metro di lunghezza, e l'intero animale raggiungeva gli otto metri. Il corpo era grande e tozzo, dotato di grandi pinne vagamente romboidali e appiattite. Il cranio, di forma triangolare, era dotato di un'impressionante serie di denti lunghi e acuminati e terminava in un muso appuntito, contrariamente ad altri pliosauri. Il collo era particolarmente robusto e corto, con solo undici vertebre cervicali.

## Classificazione

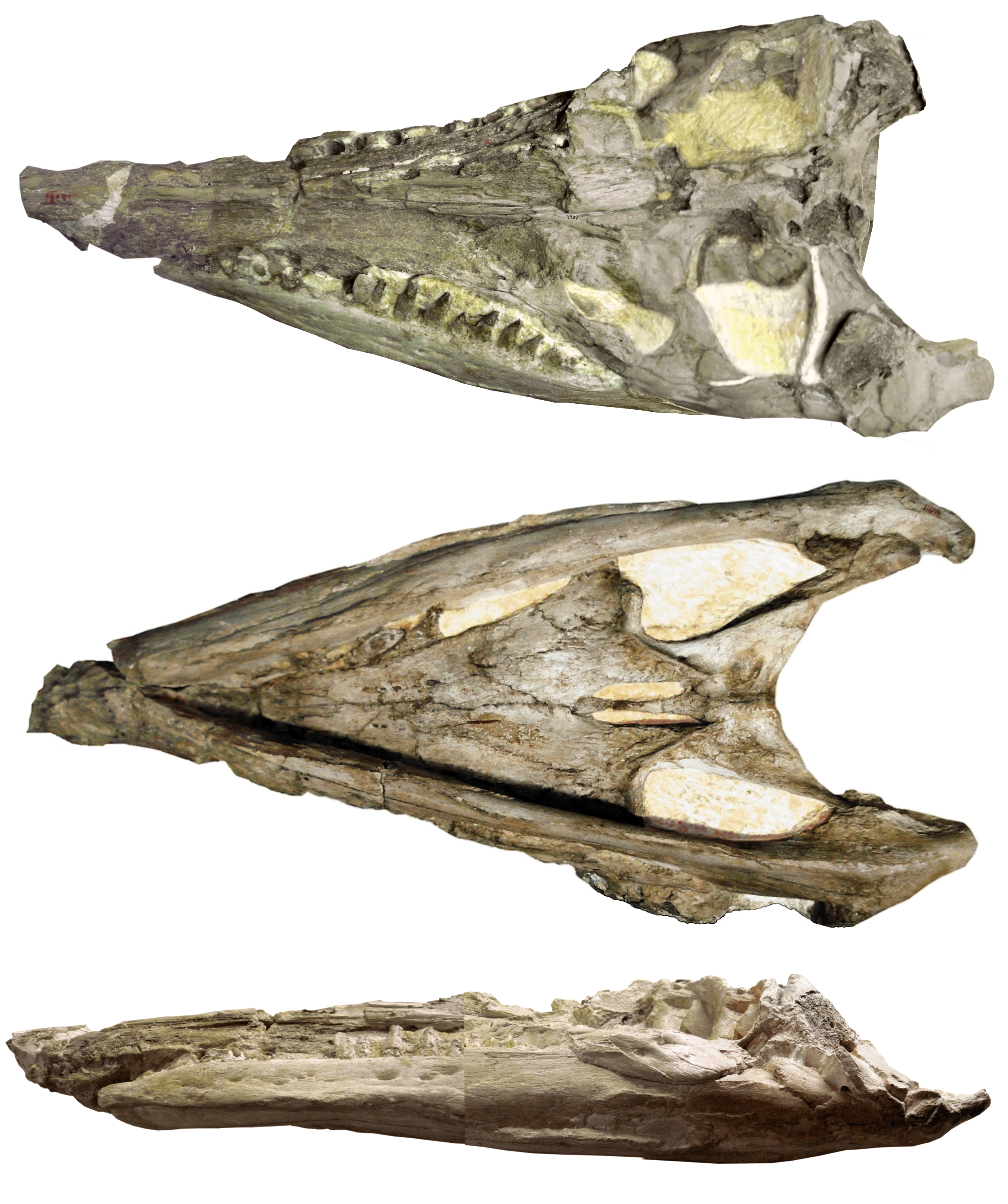
Cranio di Brachauchenius lucasi

Descritto per la prima volta nel 1903 da Samuel Williston, questo animale è stato classificato come un rappresentante del gruppo dei pliosauri. Le caratteristiche del cranio, tuttavia, hanno spinto alcuni studiosi a ritenere che questo animale potesse essere un discendente degli elasmosauridi a collo lungo, che solo in seguito sviluppò un collo corto e una testa grossa, andando a riempire così la nicchia ecologica dei superpredatori marini lasciata vacante dai pliosauri giganti come Pliosaurus e Liopleurodon. È probabile, però, che il bracauchenio fosse un pliosauro a tutti gli effetti, e che fosse strettamente imparentato con Kronosaurus. Un altro pliosauro cretaceo, ancora più grande di Brachauchenius, è Megacephalosaurus.

## Paleoecologia

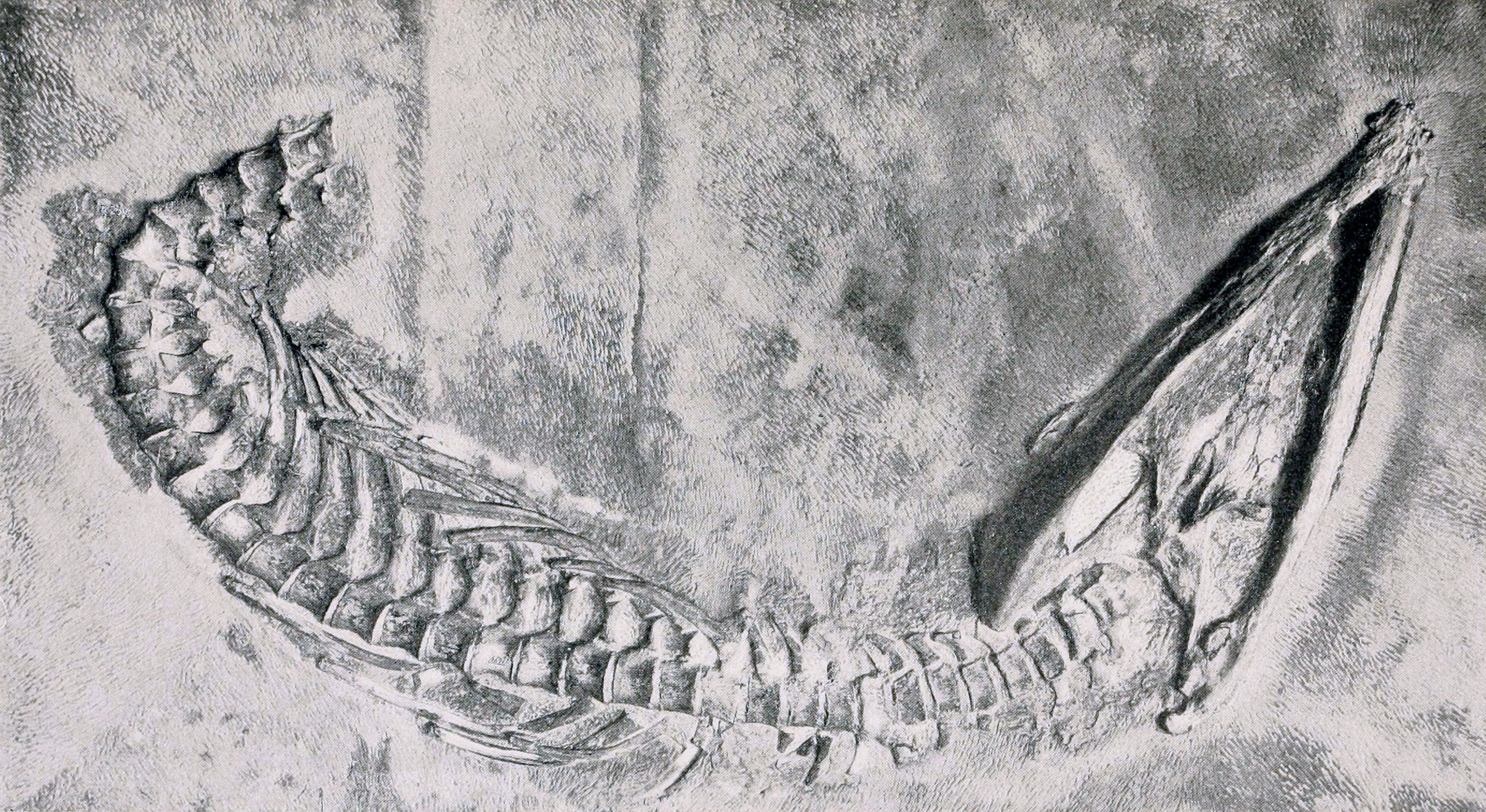
Fossile di Brachauchenius lucasi

Il bracauchenio doveva essere uno dei massimi predatori del braccio di mare noto come canale interno occidentale, che nel corso del Cretaceo superiore si era formato in Nordamerica. Probabilmente le sue prede erano costituite da grossi pesci (Xiphactinus), altri rettili marini più piccoli (mosasauri come Platecarpus), grandi cefalopodi (Tusoteuthis) e occasionalmente uccelli marini come Hesperornis.